# Hippasella
Hippasella là một chi nhện trong họ Lycosidae.